# Набережное (Донецкая область)
Набережное (укр. Набережне) — село на Украине, находится в Новоазовском районе Донецкой области. Находится под контролем самопровозглашённой Донецкой Народной Республики.

## География
Село расположено на левом берегу реки Кальмиус. К западу от населённого пункта, по руслу Кальмиуса, а также к юго-западу, проходит линия разграничения сил в Донбассе (см. Второе минское соглашение).

### Соседние населённые пункты по странам света

#### Под контролем ВСУ
З: Чермалык (на правом берегу Кальмиуса)
ЮЗ: Павлополь (ниже по течению Кальмиуса)

#### Под контролем ДНР
С: Николаевка, Капланы, Таврическое (выше по течению Кальмиуса)
СВ: Луково
В: Приморское
ЮВ: Сосновское, Украинское, Первомайское
Ю: Октябрь

## История
В 1945 г. постановлением Сталинского облисполкома хутор Вагнер Приморского сельсовета переименован в хутор Набережный.

## Население
Население по переписи 2001 года составляло 238 человек.

## Общие сведения
Код КОАТУУ — 1423685502. Почтовый индекс — 87643. Телефонный код — 6296.

## Адрес местного совета
87643, Донецкая область, Новоазовский район, с. Приморское, ул. Советская, 5.